# Rê (nốt nhạc)
"Rê (nốt nhạc)" định hướng đến đây. Đối với việc sử dụng nó trong hệ thống di động, xem Solfège.

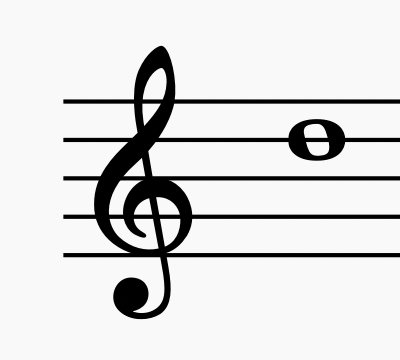
Nốt Rê 5 (D5) biểu diễn theo Khoá Sol

D là nốt nhạc thứ hai trong âm giai Đô trưởng, có cao độ cao hơn cả Đô (C), và được biết đến với cái tên Rê (tiếng Anh là Re) trong phần hệ thống cố định quy mô Do-Solfège. Nốt sát âm dưới là C, sát âm trên là E (đọc là Mi). Khoảng trùng âm của Rê là E (đọc là Mi hai giáng, Mi giáng kép) hoặc C (đọc là Đô hai thăng, Đô thăng kép), mà theo định nghĩa là giảm một nửa cung Mi giáng - E♭ (tức Rê thăng - D♯), mà đồng thời theo định nghĩa là một nửa cung âm nguyên dưới Rê thăng - D♯ (tức Mi giáng - E♭).
Nốt La là chất liệu sàng tác âm nhạc chính của các cung Rê trưởng và Rê thứ.

## Âm giai

### Các âm giai phổ biến khởi đầu bằng nốt Rê
- Rê trưởng: D E F♯ G A B C♯ D
- Rê thứ: D E F G A B♭ C D
- D Harmonic Minor: D E F G A B♭ C♯ D
- D Melodic Minor Ascending: D E F G A B C♯ D
- D Melodic Minor Descending: D C B♭ A G F E D

### Thang âm nguyên
- D Ionian: D E F♯ G A B C♯ D
- D Dorian: D E F G A B C D
- D Phrygian: D E♭ F G A B♭ C D
- D Lydian: D E F♯ G♯ A B C♯ D
- D Mixolydian: D E F♯ G A B C D
- D Aeolian: D E F G A B♭ C D
- D Locrian: D E♭ F G A♭ B♭ C D

### Âm giai ngũ cung
- D Traditional Chinese: D F G A C D
- D Pelog bem: D E♭ A♭ A B♭ D
- D Pelog bagang: D E A♭ A B♭ D
- D Pelog selesir: D E♭ F A♯ B♭ D

### Jazz Melodic Minor
- D Ascending Melodic Minor: D E F G A B C♯ D
- D Dorian ♭2: D E♭ F G A B C D
- D Lydian Augmented: D E F♯ G♯ A♯ B C♯ D
- D Lydian Dominant: D E F♯ G♯ A B C D
- D Mixolydian ♭6: D E F♯ G A B♭ C D
- D Locrian ♮2: D E F G A♭ B♭ C D
- D Altered: D E♭ F G♭ A♭ B♭ C D